# Valigia rossa

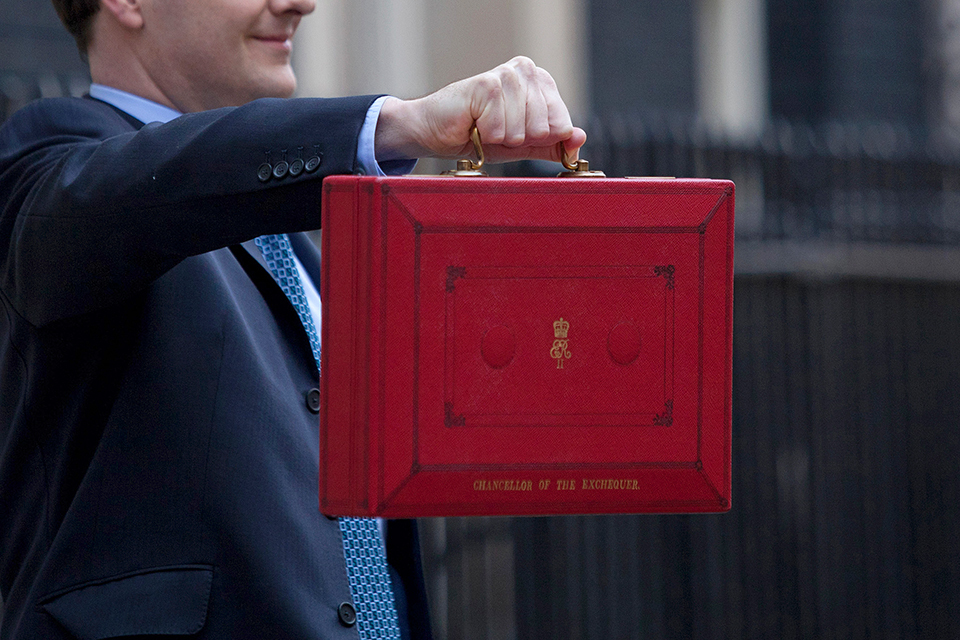
Il cancelliere dello scacchiere George Osborne mostra il nuovo budget statale, contenuto nell'apposita red box, nella consueta cerimonia che si tiene ogni anno a marzo.

La valigia rossa (in inglese: Red box) è una particolare valigetta usata dai membri del governo britannico e da alcuni altri stati membri del Commonwealth per trasportare documenti ufficiali durante il loro servizio e usate per inviare i documenti di Stato e le leggi in attesa del Royal Assent al monarca.

## Descrizione

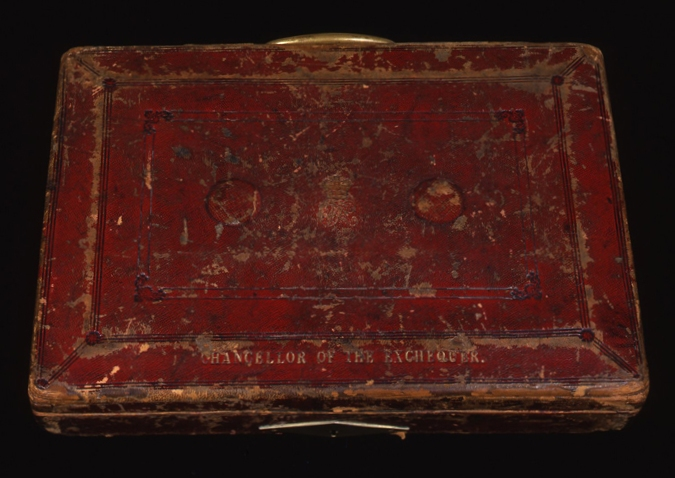
La red box di William Ewart Gladstone, cancelliere dello scacchiere e primo ministro più volte tra il 1852 e il 1882. Tale valigetta è stata usata quasi ininterrottamente per quasi 150 anni.

Usate sin dall'Ottocento su base quotidiana dai membri del gabinetto, consiste in una valigetta rettangolare dai bordi dei lati cesellati e dal colore rosso. Composta da un rivestimento di piombo e di raso interno, pesa circa 2-3 chilogrammi.
Tra tutte le red box dei membri di gabinetto, quella del cancelliere dello scacchiere è particolare: commissionata originariamente da William Ewart Gladstone nel 1852 dalla ditta Wickwar & Co, la stessa valigetta rossa è stata fisicamente usata per quasi 150 anni, trasportando il nuovo budget annuale dal n.11 di Downing Street al parlamento britannico. Solo i cancellieri James Callaghan (1964 - 1967) e Gordon Brown (1997 - 2007) utilizzarono delle valigette nuove. La valigetta rossa di Gladstone è stata definitivamente abbandonata nel 2010.
Delle valigette con un design e colori differenti, chiamate despatch box, si usano sia nel parlamento britannico che in quello australiano.
Diverse valigette di politici britannici importanti sono state vendute alle aste anche per valori molto alti: nel 2015 la red box della premier Margaret Thatcher fu venduta per oltre 200.000 sterline.
Le Red Box inviate al Re/Regina riportano solo la scritta "the King" o "the Queen" e con la peculiarità che se destinate ad un sovrano donna hanno impresso il logo della Corona di Sant'Edoardo, se per un sovrano maschio la corona Tudor. Un aneddoto poi ripreso anche nella prima puntata della 1ª stagione della serie Netflix di The Crown, racconta che Giorgio VI abbia insegnato alla figlia Elisabetta ad estrarre tutta la pila di documenti contenuti nella Red Box e capovolgerla per iniziare a leggere le carte dal fondo. Questo perché il governo tendeva a mettere per ultimi i documenti più controversi per evitare che il sovrano vi indugiasse troppo sopra e potesse chiedere spiegazioni in merito, pensando che la sua attenzione scemasse verso il fondo della valigetta. Pare che la figlia, divenuta regina abbia continuato questa usanza paterna, mentre non si ha notizia se anche Carlo III la porti avanti.